# Thanduyise Khuboni
Thanduyise Abraham Khuboni (Durban, 22 mei 1986) is een Zuid-Afrikaans voormalig voetballer die doorgaans speelde als middenvelder. Tussen 2006 en 2020 was hij actief voor Golden Arrows, Black Aces, Highlands Park en Uthongathi. Khuboni maakte in 2010 zijn debuut in het Zuid-Afrikaans voetbalelftal, waarin hij uiteindelijk tot zesentwintig interlandoptredens kwam.

## Clubcarrière
Khuboni speelde in zijn jeugd voor meerdere kleinere clubs, zoals Nylon City, KwaDabeka FC, Fubs en Young Mates, maar vanaf 2006 is hij actief bij Golden Arrows. Met die club won hij in 2009 de MTN 8-beker. Tijdens het seizoen 2011/12 speelde Khuboni iedere minuut mee van alle dertig competitiewedstrijden. In 2013 was de middenvelder in beeld bij een onbekende Duitse club, aangezien zijn verbintenis aflopende was. Golden Arrows lichtte echter een optie in zijn contract, waardoor hij vastlag tot medio 2014. In de zomer van 2016 zette Khuboni zijn handtekening onder een tweejarige verbintenis bij Highlands Park. Na één seizoen liet hij deze club achter zich. Na tweeënhalf jaar zonder club trok Uthongathi hem aan. In oktober 2020 zette Khuboni op vierendertigjarige leeftijd een punt achter zijn actieve loopbaan.

## Interlandcarrière
Khuboni debuteerde in het Zuid-Afrikaans voetbalelftal op 27 januari 2010. Op die dag werd een vriendschappelijke wedstrijd tegen Zimbabwe met 3–0 gewonnen. De middenvelder begon in de basis en mocht het gehele duel meespelen. Khuboni was namens Zuid-Afrika actief op het WK 2010 in eigen land.